# 罗森 (葡萄牙堂区)
罗森是葡萄牙波尔图区的一个堂区。总面积6.85平方公里，总人口208人，人口密度30.4人/平方公里。